# Siège de Dole (1636)
Pour les articles homonymes, voir Siège de Dole.
Guerre de Trente Ans
Batailles
Le siège de Dole de 1636 est la première grande bataille de la guerre de Dix Ans, épisode franc-comtois de la guerre de Trente Ans, au cours duquel Dole, alors capitale comtoise, fut assiégée pendant plus de 80 jours par les troupes du roi de France Louis XIII. Cette bataille oppose les troupes françaises de Henri II de Bourbon-Condé aux troupes comtoises de Louis de la Verne.

## Début de campagne
Richelieu concentre depuis quelque temps à Auxonne (frontière entre la Bourgogne et la Franche-Comté) une armée, composée de plus de 25 000 hommes, dont il confie le commandement au prince de Condé. Avec 20 000 hommes, Condé franchit la frontière le 27 mai et s'empare le même jour de Pesmes. En face, les Comtois ne sont que 9 000 hommes commandés par Gérard de Watteville, assisté de Jean Girardot de Nozeroy. Des soldats impériaux et lorrains sont attendus en renfort mais dans le camp comtois personne ne sait où ils se situent ni quand ils seront sur place.  
Les Comtois ne savent pas vers quel objectif, entre Dole et Gray, les Français se dirigent. De plus, en large infériorité numérique, aucune action ne peut être entreprise frontalement. Dès que Watteville est averti que la ville de Dole va être assiégée, il organise ses troupes afin que les Français ne puissent pas atteindre les autres villes comtoises et mise sur une arrivée rapide des troupes alliées.

## Ordre de bataille

### L'armée française

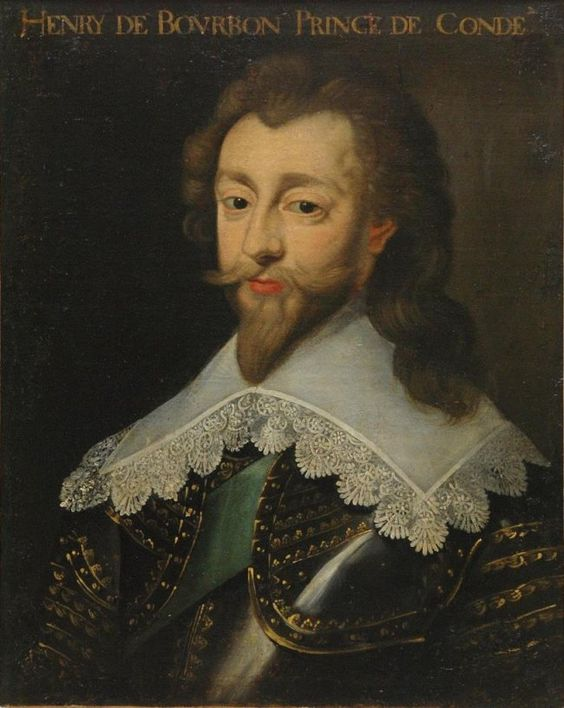
Henri II de Bourbon-Condé

L’armée Française commandée par Condé était composée de :
- Régiment de Conti (infanterie)
- Régiment d'Enghien (infanterie)
- Régiment de Picardie (infanterie)
- Régiment de Noailles (infanterie)
- Régiment de Navarre (infanterie)
- Régiment de Tonneins (infanterie)
- Régiment de Nanteuil (infanterie)
- Régiment de cavalerie hongroise du grand maître de l'artillerie (La Meilleraye).
- Régiment de Gassion cavalerie
- Régiment de Ranzau (cavalerie allemande)
- Un régiment de cavalerie suédoise
- L'artillerie commandée par Charles de La Porte

### L'armée comtoise dans Dole

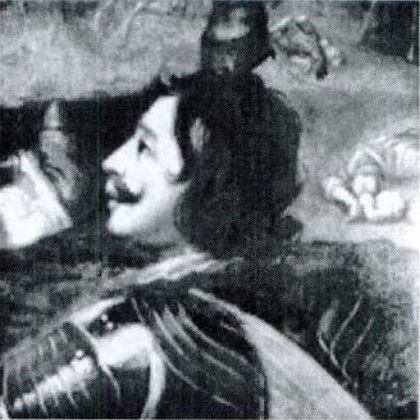
Portrait présumé de Louis de la Verne

L'armée comtoise dans Dole, dirigée par de la Verne, était composée de,:
- Neuf compagnies de bourgeois
- Une compagnie de 100 fantassins levée par le magistrat
- Une compagnie de 60 cuirassiers commandée par le sieur de Byans
- Le régiment de Louis de la Verne:
  - 598 mousquetaires
  - 377 piquiers
  - 216 arquebusiers
  - 118 chevaux légers
  - 105 officiers et sous officiers
  - 7 officiers d'état major

## Le siège

### Début du siège

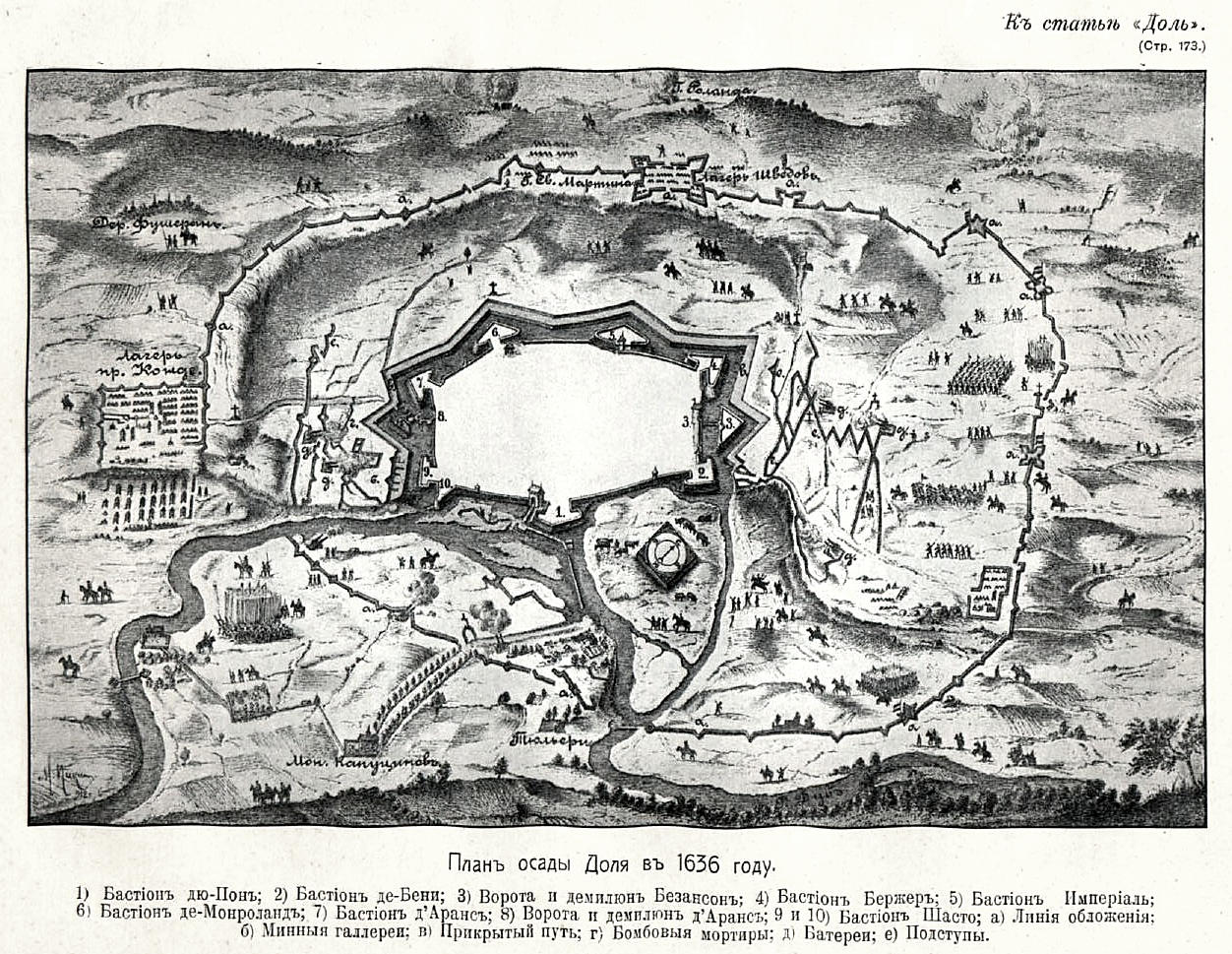
Organisation du siège

Le 27 mai, un trompette français se présente devant la capitale comtoise. Ce dernier est conduit devant le gouverneur de la Comté, Ferdinand de Rye et somme la ville de se rendre sur-le-champ. Les élites doloises sont partagées : certains préconisent de négocier avec les Français et les autres de résister. Mais le gouverneur tranche rapidement en faveur des partisans de la résistance en rétorquant à ceux de l'autre camp, qu'il entendrait plus volontiers le canon des français que leurs paroles. Le lendemain, le 28 mai 1636, le prince Henri II de Bourbon-Condé divise son armée en trois groupes : il installe son quartier général avec le premier à Saint-Ylie, le deuxième groupe s'établit près du village de Crissey et le dernier entre Rochefort et Brévans.
Le 29 mai, Louis de la Verne et ses 800 hommes tentent une sortie pour s'emparer, avant l'ennemi, du pont sur le Doubs. Il y arrive en même temps que les Français et, au terme de plusieurs heures de combats, il parvient à prendre possession du pont et le conservera durant toute la durée du siège. Le 1er juin, le régiment de Picardie ouvre la tranchée et le 13 juin il emporte la contrescarpe après un rude combat. Mais, au moment où le régiment de Picardie était relevé de tranchée par le régiment d'Enghien, les assiégés attaquent avec furie. Picardie qui n'avait plus de poudre, vole cependant au secours du régiment d’Enghien à l'arme blanche et reprend tous les postes. Le régiment d'Enghien avait tellement souffert que Picardie dut rester dans les tranchées. Le lendemain, cinq cents hommes, appuyés par Enghien, attaquent la demi-lune de la porte d'Aran. Après une lutte acharnée qui dura quatre heures, ils parviennent à s'en emparer mais, abandonnés à eux-mêmes, ils ne peuvent s'y maintenir.  

### Combats et escarmouches dans la Comté
Le 12 juin, des régiments de cavalerie légère française partent reconnaître les environs de Besançon et brûlent Saint-Ferjeux. Ils attaquent ensuite Recologne et Marnay. La cavalerie comtoise intervient trop tardivement en se positionnant entre Beure et Arguel. L'armée comtoise connaît en effet une trop grande lenteur dans l'exécution des ordres, lenteur qui sera fatale à certaines cités comtoises. Simultanément, un autre détachement français devait reconnaître Salins mais fut stoppé par l'armée comtoise à Pagnoz. Les Français se vengèrent en pillant les environs de Quingey et Fraisans.  
Le 24 juin, 2 000 Français quittent Dole pour attaquer Quingey, qu'ils parviennent à prendre mais à leur retour, ils sont interceptés par l'armée comtoise qui les repousse lors d'une bataille aux environs de Ports-Lesney.  

### Suite du siège

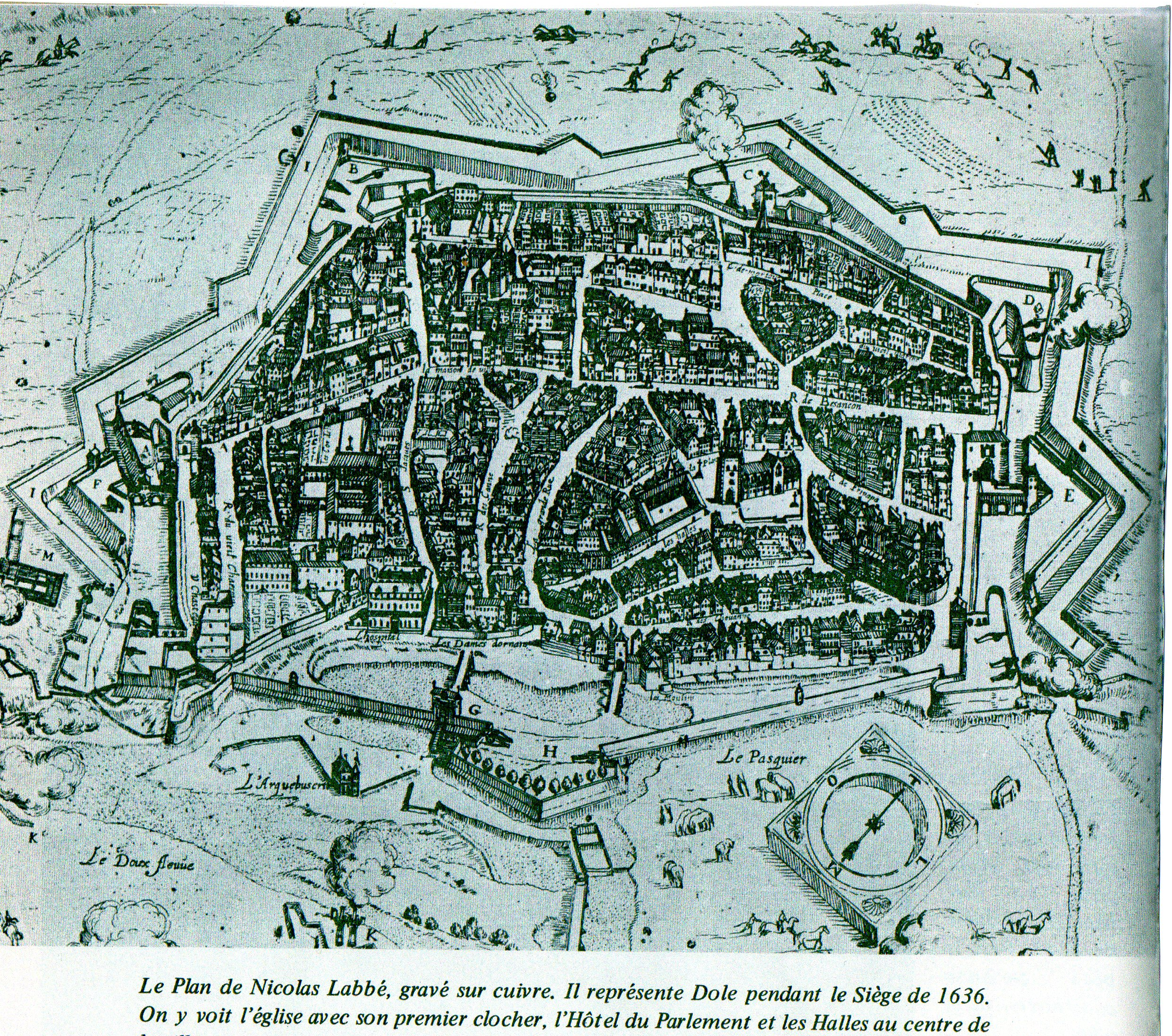
Plan de la ville Dole en 1636

Le 16 juillet, Christophe de Raincourt tente d'introduire de nouvelles troupes et des munitions dans Dole en passant par la forêt de Chaux et le gué du Temple mais, l'alarme ayant été donnée dans le camp français, il doit rebrousser chemin.
Les travaux de sape et de mine continuent. De nouvelles batteries sont érigées et pilonnent le vieux château de Dole jugé comme le principal point faible de la défense doloise. Dans la nuit du 3 au 4 août, des soldats comtois sortis de la ville de Gray attaquent et détruisent les forges de Drambon qui fabriquaient les munitions de l'armée de Condé. Les dolois gagnent quelques jours d'accalmie. Le 5 août, l'avant-garde de l'armée impériale, soit 3 000 cavaliers, arrivent à Gy.
Malgré les importants moyens déployés par les Français pour faire tomber les défenses ainsi que les épidémies qui dévastent la capitale comtoise, la ville, tient bon et le moral des combattants également. Ce siège est resté dans les mémoires comme le symbole de la combativité et de la pugnacité des Francs-Comtois menés par l'archevêque Ferdinand de Rye, le maire de Dole Jean-Baptiste de Saint-Mauris, le gouverneur de Franche-Comté et l'avocat Antoine Michou-Tey. Il demeure encore l'un des plus grands faits d'armes de la Franche-Comté face à l'envahisseur français. Ferdinand de Rye, alors âgé de 80 ans, parcourt régulièrement les remparts de la ville l'épée au côté. Plusieurs parlementaires comme Antoine Brun ou Jean Boyvin montrent également l'exemple et galvanisent le moral des hommes.
Mais la situation des Dolois est de plus en plus préoccupante : les vivres et les munitions manquent, la peste fait des ravages et, le 7 août, la foudre détruit le clocher de la ville, déjà endommagé par les bombardements. Le moral est de plus en plus bas. Le 13 août, Condé fait sauter les mines placées près du vieux château mais elles ne génèrent que peu dégâts.

### L'arrivée des alliés
Le 14 août alors qu'une armée de secours composée de l'armée franc-comtoise, de mercenaires lorrains et de troupes du Saint-Empire, commandée par Charles IV de Lorraine est en approche de Dole, Condé reçoit l'ordre de lever le siège pour conduire ses troupes en Picardie contre les Espagnols. Le 15 août, les troupes françaises évacuent : la ville est sauvée.

## Conséquences

### Conséquences pour Dole
La levée du siège de la ville de Dole est accueillie avec enthousiasme dans toute la province mais aussi jusque dans les Pays-Bas espagnols. La cité déplore 800 morts, sans compter les victimes de la peste bubonique. Les dégâts matériels sont importants : 10 000 boulets et 500 bombes sont tombés sur la ville endommageant murs et toitures et surtout la collégiale dont le dôme du clocher s'est écroulé. 
Si Dole est définitivement débarrassée des Français pour ce conflit, il n'en sera pas de même pour la peste et la famine qui continueront de sévir jusqu'en 1639 pour la peste et 1644 pour la famine. Jean Girardot de Nozeroy relatera dans ses mémoires : tout le bailliage de Dole avait été détruit par la peste et les François, si que quatre lieux à la ronde autour de la ville, c'était pays perdu sans hommes ni villages. 

### Conséquences pour la province
L'armée lorraine et impériale reprendra quelques jours plus tard l'offensive contre les Français en Bourgogne. L'invasion victorieuse dans un premier temps, se soldera par une lourde défaite à Saint-Jean-de-Losne le 3 novembre. 
Cette victoire donnera au Comté de Bourgogne un répit de plusieurs mois pendant lequel l'armée comtoise pourra s'affermir. Elle pourra même reprendre l'initiative des combats durant l'hiver suivant et obtenir de beaux succès comme à Savigny ou à Martignat. Ce n'est qu'en mars 1637 que les Français feront leur réapparition dans le comté, dévastant villes et villages sur leur passage. Ils s'y maintiendront durant presque tout le reste du conflit.

## Devise de la Franche-Comté
Ce serait au cours de cette bataille que la devise de la Franche-Comté aurait été énoncée, lors d'un échange verbal entre les assaillants français et un capitaine jurassien nommé Morel : « Comtois, rends-toi ! Nenni, ma foi ! ». Mais le doute existe avec le siège de 1479 et on ne sait pas aujourd'hui avec certitude au cours duquel des deux sièges, cela s'est produit. Celui de 1636 demeure néanmoins le plus probable et le plus admis. Notamment à cause du terme "comtois" qui s'est répandu et généralisé surtout au XVIIe siècle. Jusqu'au XVIe siècle, les Comtois se disaient la plupart du temps Bourguignon.

### Bibliographie

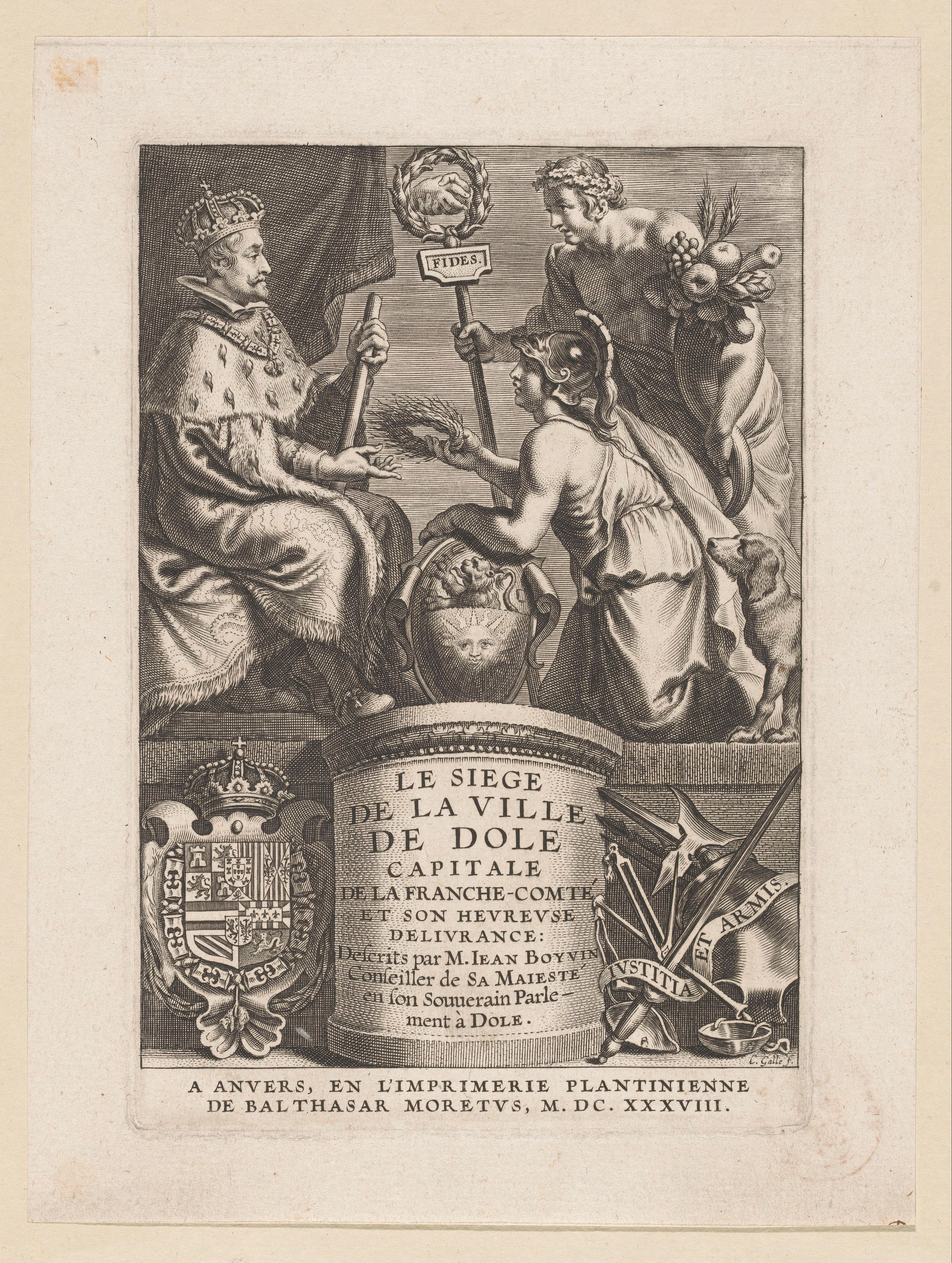
Le siège de la ville de Dole, capitale de la Franche-Comté de Bourgogne, et son heureuse délivrance, Jean Boyvin